# Ravon Johnson
Ravon Johnson (Bolingbrook, ...) è un giocatore di football americano statunitense, che gioca come wide receiver per i Dentsu Caterpillars.